# Lewis A. Swift
Lewis A. Swift (29. veljače 1820. – 5. siječnja 1913.) bio je američki astronom. Otkrio je brojne objekte iz Novog općeg kataloga. Otkrio je mnoštvo maglica, od kojih je najpoznatija IC 289. Osobito je poznat po tome što je otkrio i suotkrio brojne komete, od kojih su najpoznatiji 11P/Tempel–Swift–LINEAR i 109P/Swift–Tuttle.
Godine 1878. bio je u znanstvenoj zabludi jer je vjerovao da je promatranjem uspio uočiti dva planeta kao što je Vulkan u orbiti između Merkura i Sunca.
Njemu u čast se zove asteroid 5035 Swift i mjesečev krater Swift.
Otac je američkog astronoma Edwarda D. Swifta.